# Odznaka Honorowa za Zasługi dla Polonii i Polaków za Granicą
Odznaka Honorowa za Zasługi dla Polonii i Polaków za Granicą – polskie resortowe odznaczenie cywilne, ustanowione 26 kwietnia 2023 i nadawane przez Prezesa Rady Ministrów. Może być przyznawana osobom fizycznym (Polakom i cudzoziemcom), krajowym i zagranicznym organizacjom oraz instytucjom w przypadku spełniania przynajmniej jednej z wymienionych przesłanek:
1. umacnianie polskiej tożsamości narodowej oraz wiedzy o Polsce wśród Polonii i Polaków za granicą
2. rozwijanie nauczania języka polskiego i w języku polskim dzieci i młodzieży polonijnej;
3. wspieranie środowisk polonijnych w działaniach na rzecz szerzenia wiedzy oraz dobrego imienia Polski w kraju zamieszkania;
4. aktywizacja środowisk polonijnych na rzecz budowania propolskiego lobby za granicą;
5. aktywizacja środowisk polonijnych na rzecz ochrony oraz popularyzacja polskiego dziedzictwa kulturowego za granicą;
6. umacnianie więzi społeczności polonijnej i polskiej z Ojczyzną.

## Opis odznaki
Odznakę stanowi medal o kształcie sugerującym kontury Polski w postaci kwiatów dwóch róż – białej i czerwonej z nałożonym pośrodku srebrzonym wizerunkiem orła. Róże wyrażają wdzięczność, szacunek i pamięć. Na odwrotnej stronie umieszczono napis „ZASŁUŻONY DLA POLONII I POLAKÓW ZA GRANICĄ”. Projektantką odznaki jest Dobrochna Surajewska.